# 2005 au Mali
Chronologie du Mali
2003 au Mali - 2004 au Mali - 2005 au Mali - 2006 au Mali – 2007 au Mali -
2003 par pays en Afrique - 2004 par pays en Afrique 2005 par pays en Afrique - 2006 par pays en Afrique - 2007 par pays en Afrique - 

## Chronologie

### Janvier
- Le 2 janvier 2005 a lieu au Stade omnisports Modibo Keïta à Bamako la finale du 1er tournoi de football féminin au Mali qui se conclut par la victoire de l'AS Mandé contre les super Lionnes d'Hamdallaye, deux équipes de Bamako.
- La 5e édition du Festival du désert à Essakane s’est déroulé du 7 au 9 janvier 2005.
- Le 14 janvier 2005 se déroule à Bamako la rencontre de cinq pays d'Afrique sub-saharienne producteurs de coton (Mali, Bénin, Burkina Faso, Sénégal et Tchad) qui insistent sur la nécessité pour les pays développés de réduire les subventions accordées à leurs agriculteurs. « Pour la seule campagne 2004-2005, l'Afrique de l'Ouest et du Centre connaîtra un déficit estimé à plus de 220 milliards de FCFA, soit plus de 400 millions de dollars, aggravant ainsi la pauvreté en annihilant les efforts de développement », ont-ils déclaré dans un communiqué commun.
- Le 15 janvier 2005, Le tombeau des Askia à Gao a été inscrit sur la liste du patrimoine mondial de l’Unesco. Construit en banco en 1495 par l’empereur songhaï Askia Mohammed, il rejoint trois autres sites classés au Mali : Tombouctou, Djenné et le pays Dogon.
- La 5e édition du festival « Tamadacht » du 18 au 20 janvier dans la vallée de l'Azawagh. Organisé par la commune d'Andéramboukane, pour promouvoir la culture des touaregs, ce festival réunit des Maliens et des Nigériens[1].
- Du 24 au 26 janvier 2005, visite officielle du président mauritanien Maaouiya Ould Taya consacré principalement à la coopération bilatérale entre les deux pays sur questions économiques et commerciales et de sécurité.

### Février
- Le 3 février 2005, le Mali et l'Allemagne ont signé à Bamako deux conventions concernant le « renforcement de la coopération militaire » entre les deux pays. Ces accords sont d'un montant de deux milliards de francs CFA, soit plus de 3 millions d'euros.
- Le 6 février 2005, célébration de la « journée internationale tolérance zéro aux mutilations génitales féminines (MGF) » avec comme thème « rôle de la famille pour l'abandon de la pratique de l'excision ». Une cérémonie a été présidée par Touré Lobbo Traoré, épouse du Président et présidente de la Fondation pour l'enfance[2]
- La 5e édition du festival Étonnants voyageurs, codirigé par Moussa Konaté et Michel Le Bris a lieu du 7 au 13 février 2005 au Mali, dans la capitale Bamako et dans plusieurs autres villes du pays (Gao, Kidal, Koulikoro, Ségou, Tombouctou, Kayes, Kita, Sikasso, Mopti). Au cours de la manifestation sont organisés des ateliers, des cafés littéraires, et des rencontres autour de différents thèmes « Culture et commerce : pour défendre la diversité culturelle » ou « Littérature et développement : nouvelles perspectives ». Plusieurs écrivains sont invités comme Kangni Alem (Togo), Florent Couao-Zotti (Bénin), Abdourahman Waberi (Djibouti), Abdelkader Djemaï (Algérie), Alpha Mandé Diarra (Mali) et Abdoulaye Ascofaré (Mali). Parallèlement, la deuxième édition d'Étonnants scénarios se déroule à Bamako et accueille plusieurs professionnels du cinéma africain.
- Le Conseil économique social et culturel du Mali étudie du 7 au 21 février 2005 les questions relatives à la prévention et à la gestion des catastrophes naturelles avec comme objectif de faire des suggestions et des recommandations aux autorités sur la prévention et la gestion des catastrophes environnementales (feux de brousse et déboisement, pollution de l'air, de l'eau, ensablement des cours d'eau et prolifération de la jacinthe d'eau dans le lit du fleuve Niger)[3].
- Le Tournoi des quatre pays de l'Union des fédérations ouest-africaines de football (UFOA) a eu lieu du 21 au 27 février 2005 à Bamako. Cette compétition, baptisée « tournoi de l'amitié » a été remportée par Le Mali.
- La 3e édition des rencontres cinématographiques de Bamako organisées par l'Union des créateurs et entrepreneurs du cinéma et de l'audiovisuel de l'Afrique de l'Ouest (l'UCECAO) a eu lieu les 24 et 25 février 2005. Souleymane Cissé, réalisateur malien et président de l'UCECAO a déclaré que « ces rencontres doivent être le lieu d'échanges et de partage d'expériences sur les problèmes rencontrés par le cinéma africain, et l'occasion pour les acteurs de réfléchir ensemble à la construction d'un cinéma ouest-africain économiquement viable ». Cette édition a été placée sous le signe de la solidarité avec les enfants victimes de la guerre au Darfour.
- Le 25 février 2005, Le gouvernement malien a présenté un plan d’action 2005/2006 de lutte contre le criquet pèlerin. Faisant un bilan exhaustif de la campagne 2004, il engage de nouvelle action comme la formation des différents acteurs, le déploiement sur le terrain  de 50 équipes (contre 24 l’an passé) et leur dotation en matériels roulants, en équipements de prospection, de traitement et de communication. Le coût doit s'élever à plus de 12,5 milliards de francs CFA[4].

### Mars
- Le 4 mars 2005, L’Agence de presse des Nations unies IRIN rapporte qu’ « au cours d’une mission d’évaluation de la situation alimentaire effectuée le mois dernier dans le pays, les techniciens du Système d’alerte précoce (SAP) du gouvernement malien estiment que plus d’un million de personnes ont besoin d’une aide alimentaire d’urgence», notamment dans les régions de Mopti, Gao et Tombouctou au nord du Mali. Le Programme alimentaire mondial confirme l’aggravation de la situation alimentaire et approuve une opération d’urgence de distribution de 12 000 tonnes de vivres aux populations les plus démunies, selon son représentant Pablo recaldo.
- La 9e édition du Festival des masques et marionnettes de Markala (FESMAMA) s'est déroulé du 4 au 6 mars 2005 à Markala, commune rurale de la région de Ségou avec la présence de troupe des différentes régions du Mali, de l'Afrique de l'Ouest et de France.
- Le 5 mars 2005, les chanteurs maliens Amadou & Mariam ont été récompensés aux Victoires de la musique 2005 dans la catégorie Album reggae / ragga / world de l'année pour leur album Dimanche à Bamako.
- Le 12 mars 2005, le président de la République Amadou Toumani Touré inaugure la première foire exposition internationale à Kayes, capitale de la première région qui se déroule jusqu’au 21 mars et qui accueille des délégations du Sénégal, de la Mauritanie, de la Gambie, de la Guinée, de l’Iran, du Pakistan et de la Chine[5].
- Les cheminots ont observé une grève du 15 au 17 mars 2005 afin d’obtenir une revalorisation de la grille des salaires. Elle a paralysé l’unique ligne de chemin de fer reliant Dakar, Kayes et Bamako.
- Le 16 mars 2005, les deux principales maisons de production musicale du Mali, Seydoni et Mali K7, ont mis leur personnel au chômage technique. Ces deux sociétés sont victimes de la piraterie qui leur fait perdre 90 % de leur chiffre d’affaires, soit deux milliards de francs CFA et demandent au gouvernement de faire appliquer la loi contre la contrefaçon.
- Le 17 mars 2005 est posée la première pierre de l'Institut africain des métiers de l'aérien en construction sur le site de l'Aéroport international de Bamako-Sénou. Ce nouvel institut de formation a été initié par la compagnie aérienne Air France.
- Le 17 mars 2005, le gouvernement malien a signé avec le Programme alimentaire mondial deux protocoles d’accord d’un montant de 4,5 milliards de francs CFA. Le premier porte sur « l'assistance aux populations affectées par l'invasion acridienne et la sécheresse » et le second sur la « réponse à la crise en Côte d'Ivoire et ses répercussions dans la région ». Ce second programme vise à aider les populations rapatriées ou déplacées dans différents pays de la région (Mali, Burkina Faso et Ghana) à la suite de la guerre civile de Côte d'Ivoire.
- Le 17 mars 2005, Malick Sène, secrétaire exécutif du Haut conseil de lutte contre le sida (HCLCS), a annoncé au cours de la cérémonie officielle du lancement du Projet multisectoriel de lutte contre le sida (MAP) que la Banque mondiale financera ce projet à hauteur de 25,5 millions de dollars. Si le Mali a un taux de prévalence « non alarmant » de 1,7 %, Malick Sène a relevé que les facteurs déterminants dans la propagation du sida dans notre pays sont très préoccupants : méconnaissance du sida par les jeunes, grande mobilité des personnes, faiblesse de la couverture du territoire en infrastructures sanitaires et des pratiques et traits culturels féminisant le fléau.
- Le 17 mars 2005, à l’issue du match de la 6e journée de qualification pour la Coupe d'Afrique des nations 2006 et la Coupe du monde de football 2006 qui s’est soldé par la défaite de l’équipe du Mali face à celle du Togo (2-1), d’importantes émeutes ont eu lieu. À la fin du match, une partie du public envahit le Stade du 26 mars  à Bamako et des jets de pierre se produisent. Les forces de l’ordre qui interviennent avec des gaz lacrymogènes sont débordées. Des joueurs des deux équipes sont insultés et pour certains menacés de mort. Des officiels, dont le premier ministre malien Ousmane Issoufi Maïga sont bloqués pendant plusieurs heures dans le stade. Des émeutes se déclenchent ensuite dans la capitale où pendant une partie de la nuit des milliers de manifestants prennent le contrôle de la ville. Plusieurs édifices sont saccagés ou incendiés comme le Stade Mamadou Konaté et le local du Comité olympique, le mobilier urbain détruit, des commerces, restaurant et petits hôtels détruits et pillés. Les dégâts sont évalués à plusieurs milliards de francs CFA. Si la défaite de l’équipe nationale, baptisée les Aigles est le déclencheur des émeutes (les manifestants réclamant la démission des dirigeants de la Fédération malienne de football), plusieurs personnalités politiques ou universitaires analysent ces flambées de violence par le désarroi de la jeunesse malienne face à la crise scolaire et universitaire et le chômage. Ainsi, Balla Konaré, professeur de droit à l’Université de Bamako a déclaré qu’il s’agissait d’un « signal que le gouvernement doit prendre au sérieux ».
- Le 30 mars 2005, Plusieurs agences des Nations unies et organisations humanitaires (Bureau de la coordination des affaires humanitaires (OCHA), Fonds des Nations unies pour l'enfance (UNICEF), Programme alimentaire mondial (PAM), Office des Nations unies contre la drogue et le crime (UNODC), Organisation des Nations unies pour l'éducation, la science et la culture (UNESCO), Programme des Nations unies pour le développement (PNUD), la Croix-Rouge, l'Organisation internationale des migrations (OIM), le Fonds des Nations unies pour la population (FNUAP), Organisation mondiale de la santé (OMS), l'Organisation des Nations unies pour l'alimentation et l'agriculture (FAO), le Gorée Institute et le Centre de recherches Europe-Afrique (CREAF) ont lancé à Dakar (Sénégal) un appel de fonds de 190 millions de dollars en faveur de l’Afrique de l’ouest (pays membres de la CEDEAO et la Mauritanie) pour faire face aux besoins liés aux crises humanitaires affectant la région et au risque de famine dans trois pays (Mauritanie, le Mali et le Niger) touchés par l’invasion acridienne.

### Avril
- Le Meeting panafricain de Bamako 2005  (compétition d’athlétisme) s'est déroulé le 6 avril 2005 à Bamako.
- Le 8 avril 2005, a lieu la cérémonie d’ouverture pour l’exposition « Devoir de mémoire : triomphe sur l'esclavage » au Musée national du Mali à Bamako en présence de Cheick Oumar Sissoko, ministre de la culture.
- Le Festival dansa/diawoura a eu lieu à Bafoulabé du 8 au 10 avril 2005.
- Le 10 avril 2005, visite officielle de Macky Sall, Premier ministre sénégalais au Mali où il a été reçu par Ousmane Issoufi Maïga, Premier ministre et par Amadou Toumani Touré, président de la République du Mali.
- Le 10 avril 2005 a lieu à Bamako le procès des auteurs des violences qui ont suivi la défaite de l’équipe du Mali de football lors du match contre l’équipe du Togo. 45 prévenus ont écopé de peines allant du sursis à cinq ans de prison ferme. 15 personnes ont été relaxées.
- Le 12 avril 2005, Mariam Djibrila Maïga, présidente de la Coalition nationale de la société civile pour la paix et la lutte contre la prolifération des armes légères (CONASCIPAL-Mali) et Bakary Doumbia président du CCA-ONG ont tenu une conférence de presse à la suite des violences perpétrées le 27 mars après la défaite de l’équipe nationale du Mali. Dans une déclaration les organisations de la société civile rejettent « toutes formes de violence, de mépris ou de haine comme moyens d’expression » et condamnent « les actes de violence, de vandalisme, d’incivisme, de destruction de biens publics et privés, les viols et les atteintes à la liberté de circuler des citoyens ». Elles appellent tous les Maliens à développer les valeurs culturelles et sociétales de notre pays.
- Le 19 avril 2005, le Programme alimentaire mondial (PAM) lance un programme « Alimentation complémentaire et appui aux services communautaires de santé » dans la région de Kidal, où 82 % des enfants souffrent d’anémie et 30 % de carence en vitamine A.

### Mai
- Le 11 mai 2005, onze intégristes religieux musulmans ont été condamnés à Yorosso à des peines de 6 mois à trois ans de prison ferme pour avoir refusé de faire vacciner leurs enfants contre la poliomyélite[6].
- Le 16 mai 2005, lors de la cérémonie pour le 28e anniversaire de la mort de Modibo Keïta, Amadou Toumani Touré, président de la République a déposé une gerbe sur la tombe du « bâtisseur de la nation ». Dr Alou Badra Macalou, secrétaire général de l'Union soudanaise-Rassemblement démocratique africain (US/RDA, parti de l’ancien chef d’État), a souhaité l’organisation de funérailles officielles et nationales afin de poursuivre la réhabilitation de Modibo Keïta, premier président malien, destitué par le coup d’État de Moussa Traoré en 1968 et mort en détention le 16 mai 1977.
- Le 18 mai 2005, Jacques Diouf, directeur général du Organisation des Nations unies pour l'alimentation et l'agriculture (FAO), a présidé avec Amadou Toumani Touré, président de la République la cérémonie de lancement du programme national de la sécurité alimentaire sur les 5 prochaines années. Annonçant la mobilisation par son organisme de 114 milliards de francs CFA, il a déclaré qu’il « s'agit de tout faire pour que l'agriculture se développe. Elle est pratiquée par 70 pour cent de nos populations. Elle constitue un élément fondamental du produit intérieur brut, de la balance commerciale, de la balance des paiements, de la monnaie. Elle est également déterminante dans la lutte contre la pauvreté (…) Elle est un élément fondamental de la sécurité alimentaire, une tradition florissante du Mali, une splendeur des temps anciens du Mali ».
- La deuxième édition du Festival des chasseurs d’Afrique de l’ouest a eu lieu du 27 au 29 mai 2005 dans plusieurs villes du Mali (Bamako, Ségou, Sikasso et Yanfolila) et a réuni des chasseurs du Mali, Burkina Faso, du Sénégal, de Gambie, de Guinée, et du Niger[7].
- Le 24 mai 2005, le gouvernement malien avec différentes organisations sociales au Mali a signé un « appel à l’action » dans l’objectif est de « mettre fin au travail des enfants dans les mines, sites d’orpaillage et carrières d’ici à 2015 ».
- Une consultation régionale sur la violence contre les enfants en Afrique de l’Ouest et du Centre, organisées par l’Unicef et le gouvernement malien a réuni à Bamako (Mali) les 24 et 25 mai 2005 des délégués de 24 pays représentants les gouvernements et les ONG. Ils ont établi une liste de recommandation visant à protéger les enfants de toute forme de violence et à accroître leur participation.
- Le 25 mai 2005, le deuxième « salon de la jeunesse » est organisée par le Mouvement de réflexion et d'action pour le développement (MARD) sous la présidence de Moussa Balla Diakité, ministre de la Jeunesse et des Sports et l’appui de l’Unesco.

### Juin
- Le 8 juin 2005, clôture à Bamako d’un symposium réunissant quinze anciens chefs d’États africains ayant quitté le pouvoir en respectant la démocratie : Nicéphore Soglo (Bénin), Ketumile Masire (Botswana), António Mascarenhas Monteiro (Cap-Vert), Daouda Kaïraba Jawara (Gambie), Jerry Rawlings (Ghana), Amos Sawyer (Liberia), Albert Zafy (Madagascar), Alpha Oumar Konaré (Mali), Joaquim Chissano (Mozambique), Sam Nujoma (Namibie), Mahamane Ousmane (Niger) ; Yakubu Gowon (Nigeria), Manuel Pinto da Costa et Miguel Trovoada (Sao Tomé-et-Principe), Ali Hassan Mwinyi (Tanzanie). Dans une déclaration finale, dite « Déclaration de Bamako », ils s’engagent notamment à mettre leur expérience à la disposition de l'Afrique, afin d’encourager le dialogue et la résolution pacifique des conflits qui minent le continent.
- Le 8 juin 2005, le gouvernement malien a décidé d’exonérer de Taxe sur la valeur ajoutée (TVA) 500 000 tonnes de riz et 100 000 tonnes de maïs importés afin d’approvisionner les marchés et canaliser la flambée des prix des céréales consécutive à la mauvaise pluviométrie et à l'invasion acridienne. Le gouvernement va procéder également à la distribution gratuite de 8 500 tonnes de céréales dans les zones où la famine menace les populations.
- Les paysans ouest-africains, regroupés au sein du réseau des organisations paysannes et des producteurs agricoles (ROPPA) et du Réseau des chambres d’agriculture de l’Afrique de l’ouest (RECAO), réunis à Bamako le 21 juin 2005, se sont opposés aux Organismes génétiquement modifiés (OGM).
- Le 8 juin 2005, un concert est organisé à Bamako par le Commissariat à la sécurité alimentaire, rassemblant une dizaine d’artistes (Oumou Sangaré, Baba Salla, Yaye Kanouté, Aïra Arby, Abdoulaye Diabaté, Néba Solo, Adja Soumano, Sadio Nampé). Les recettes serviront à venir en aide aux populations touchées par la famine.

### Juillet
- Le  Forum des peuples s’est déroulé à Fana du 6 au 9 juillet 2005. Les organisateurs ont lancé une pétition réclamant l’abandon de la privatisation de la Compagnie malienne pour le développement du textile (CMDT) et l’interdiction des Organismes génétiquement modifiés (OGM).

### Août
- L’Organisation non gouvernementale Oxfam estime le 3 août 2005, que le Mali connaît, comme son voisin le Niger, une grave crise alimentaire. 1,1 million de maliens sont menacés de famine, principalement dans les régions du nord (Mopti, Gao et Tombouctou).

### Septembre
- Le 22 septembre 2005, à l’occasion de la célébration du 45e anniversaire de l’indépendance du Mali à Sikasso, le président sénégalais Abdoulaye Wade, invité d’honneur du président malien Amadou Toumani Touré, a affirmé la volonté des deux chefs d’État à aboutir à l’unité des deux pays, 45 ans après l’éclatement de la Fédération du Mali en 1960. Il a rappelé que « L'unité Mali-Sénégal prend sa source très loin dans notre histoire, elle a été brisée par la colonisation » et que « les premiers chefs d'État (Modibo Keïta et Léopold Sédar Senghor) ont essayé de la reconstituer. Malheureusement la tentative n'a pas réussi. Ils n'ont pas tenu compte de tous les paramètres de la reconstruction. Mais nous qui sommes aujourd'hui avertis, qui connaissons tous les éléments de l'époque moderne, allons construire cette unité de façon solide et irréversible »[8].
- Le 22 septembre 2005, la loi créant l'Agence pour la promotion des investissements au Mali est promulguée[9].

- Le 22 septembre 2005, la loi créant l'Agence pour la promotion des investissements au Mali est promulguée[9].

### Octobre
- La 11e édition de la Coupe d’Afrique des clubs champions féminins de basket, a eu lieu du 2 au 9 octobre 2005 à Bamako (Mali) et a été remporté par l’équipe malienne du Djoliba AC.
- Une épidémie de fièvre jaune sévit dans le cercle de Bafoulabé (région de Kayes) où 52 cas suspects dont 22 mortels ont été déclarés entre le 7 et 22 octobre 2005[10].

### Novembre
- Le 3 novembre 2005, Kadari Bamba, député, président du groupe parlementaire RPM et ancien ministre est décédé à la suite d'un accident de voiture à Bamako.
- Ouverture à Bamako du Forum de la jeunesse africaine sous la présidence du chef de l’État Amadou Toumani Touré. Ce forum organisé en prélude du Sommet Afrique-France qui doit se tenir dans la capitale malienne en décembre, a réuni pendant deux jours près de 200 jeunes du continent et de la diaspora venu échanger autour du thème « La jeunesse africaine, sa vitalité, sa créativité, ses aspirations ». Le président malien a rendu un hommage à l’athlète Ladji Doucouré, invité d’honneur du forum.
- Les 6e Rencontres africaines de la photographie se sont déroulées du 10 au 17 novembre 2005 à Bamako. 37 photographes de 17 pays africains ont exposé leurs photos autour du thème « Un autre monde ».
- La troisième édition du festival « Dense Bamako danse » s’est ouverte le 11 novembre 2005 dans la capitale malienne. Ce festival de danse contemporaine, organisé par l’association Donko Seko, a réuni des troupes d'Afrique du Sud, du Burkina Faso, du Cameroun, de la Côte d'Ivoire, du Mali, du Mozambique, du Sénégal et du Tchad.
- Le 12 novembre 2005, le président Amadou Toumani Touré inaugure la nouvelle mine d’or de Loulo, située dans la commune rurale de Sitakili dans la région de Kayes. Avec une production annuelle estimé à 7 tonnes d’or, cette mine, exploitée par la société Randgold, est l’une des plus importantes sur le continent africain.
- Le 23 novembre 2005, ouverture du Sommet alternatif citoyen Afrique France organisé par le mouvement altermondialiste Coalition des alternatives africaines dettes et développement (CAD-Mali). Dans une pétition adressée au président français Jacques Chirac, les 200 participants, issus du milieu associatif africain (12 pays représentés) et français, réclament l’arrêt de la coopération militaire et les ventes d’armes au régimes répressifs africains ainsi que la mise en place d’un mécanisme de contrôle de l’aide et la garantie de son non-détournement.

### Décembre
- Le 23e sommet Afrique-France à Bamako se tient à Bamako les 3 et 4 décembre 2005. La capitale malienne accueille les chefs d’État et de gouvernement de 51 pays africains et de la France autour du thème « la jeunesse africaine, sa vitalité, sa créativité, ses aspirations ». L’émigration et les conflits ont également été à l’ordre du jour.
- La troisième édition des Trophées de la musique au Mali (Tamani) a eu lieu du 27 décembre 2005 au 1er janvier 2006 à Bamako.

## Récompense
- Le Prix Sony Labou Tansi 2005 pour le théâtre francophone, remis lors du Festival des Francophonies en Limousin, a été attribué à l’écrivain malien Moussa Konaté.